# Disciplinas (objeto)

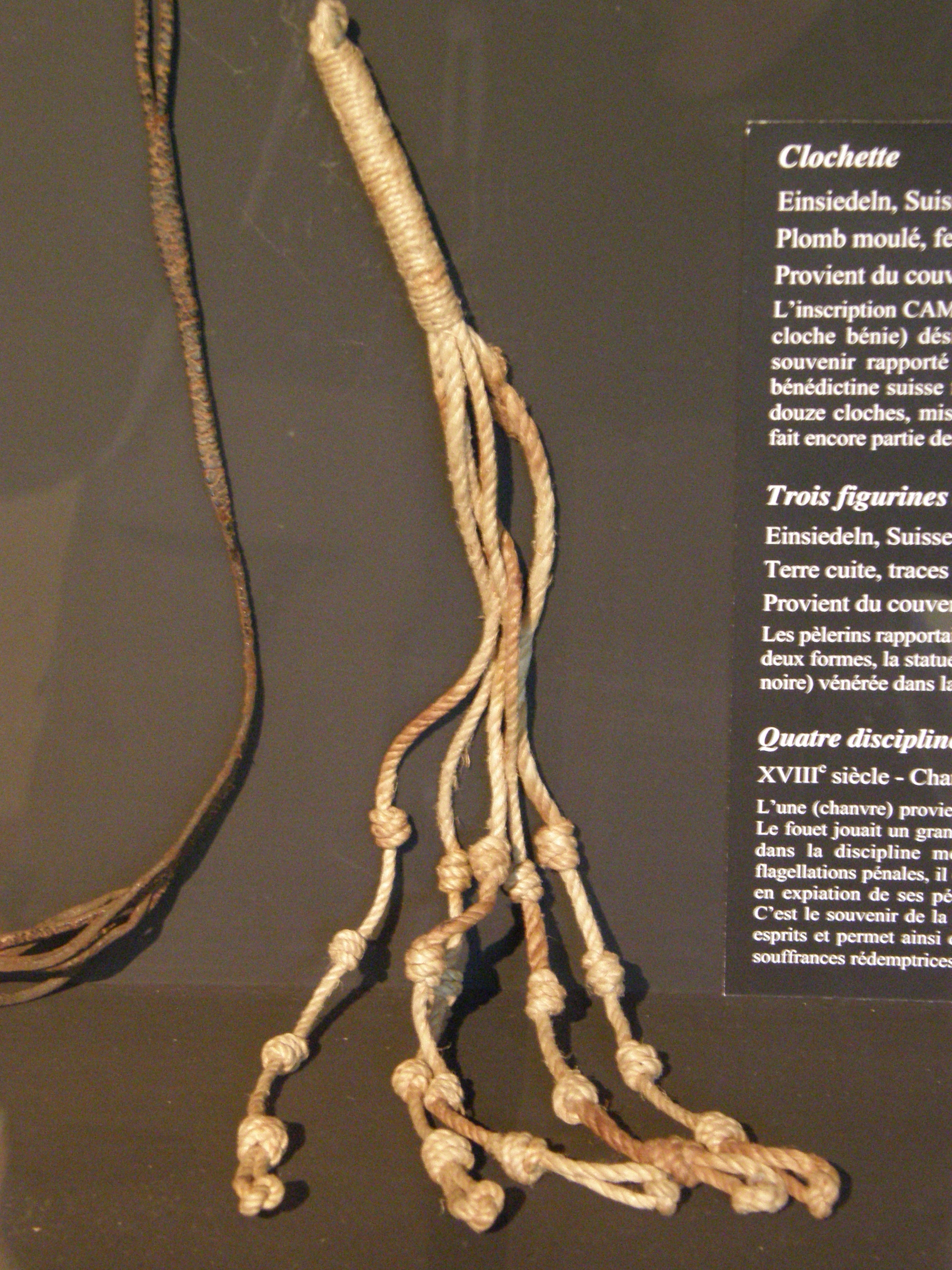
Disciplina de cáñamo del.

Las disciplinas son un pequeño látigo hecho de cáñamo usado para infligirse un castigo mediante la autoflagelación (generalmente en la espalda). Es utilizado por miembros de algunas denominaciones cristianas (incluidos anglicanos, luteranos y católicos, entre otros) en la disciplina espiritual conocida como mortificación de la carne.
Muchas disciplinas contienen siete cuerdas, que simbolizan los siete pecados capitales y las siete virtudes. También a menudo contienen tres nudos en cada cordón, lo que representa el número de días que Jesucristo permaneció en la tumba después de cargar con los pecados de la humanidad. Aquellos que usan la disciplina a menudo lo hacen durante la temporada penitencial de la Cuaresma, pero otros la usan en otras ocasiones y algunos la han usado todos los días. 

## Descripción
La disciplina típica (latín: flagrum, inglés: flagellum) tiene varias correas unidas a un mango; por ejemplo: el gato con nueve colas.
Variaciones de la disciplina, como el flagelo y el Azote, usados como armas son dos símbolos de poder y dominio, que representados en manos de Osiris durante la era egipcia; estas formas de instrumentos no han cambiado en los últimos años; el flagelo, inicialmente, era un instrumento utilizado para la agricultura (trilla de trigo) y no para el castigo corporal.

## Historia
Hoy en día, la autoflagelación todavía se practica en algunas órdenes religiosas. 
Durante el siglo XIII, la autoflagelación colectiva hecha por las cofradías de los Disciplinantes se llamaba Devoción.
Tradicionalmente en el mundo católico se practica en ámbitos limitados, principalmente relacionados con fraternidades cuyos miembros, durante festivales religiosos especiales, marchan a una procesión. 
En España, la cofradía de Disciplinantes más famosa son Los Picaos de San Vicente de la Sonsierra.
A nivel personal y privado fue practicado en su tiempo por Ignacio de Loyola, luego por Josemaría Escrivá y aún por los miembros y asociados del Opus Dei que siguen usando la disciplina una vez a la semana, «para mortificar y someter sus cuerpos».